# Hans-Jürgen Bäumler
Hans-Jürgen Bäumler (n. 28 ianuarie 1942, Dachau, Bavaria, Germania) este un actor, medaliat olimpic. A participat la două ediții ale Jocurilor Olimpice (1960, 1964) în care a câștigat o medalie de argint.